# Jussecourt-Minecourt

Jussecourt-Minecourt este o comună în departamentul Marne, Franța. În 2009 avea o populație de 200 de locuitori.